# ديوغو فيريرا سالوماو
ديوغو فيريرا سالوماو (بالإنجليزية: Diogo Ferreira)‏ (5 أكتوبر 1989 في أستراليا - ) هو لاعب كرة قدم أسترالي في مركز الوسط. شارك مع منتخب أستراليا الوطني لكرة القدم تحت 23 سنة. أما مع النوادي، فقد لعب مع نادي بريزبان رور ونادي ملبورن فيكتوري وGreen Gully SC ‏ وFFV NTC ‏.

## روابط خارجية
- ديوغو فيريرا سالوماو على موقع رابطة كرة القدم اليابانية للمحترفين (اليابانية)
- ديوغو فيريرا سالوماو على موقع قاعدة بيانات كرة القدم.إي يو (الإنجليزية)
- ديوغو فيريرا سالوماو على موقع Soccerway.com (الإنجليزية)
- ديوغو فيريرا سالوماو على موقع عالم كرة القدم.نت (الإنجليزية)